# Hiến Túc Vương hậu
Hiến Túc Vương hậu Kim thị (Hangul: 헌숙왕후 김씨, Hanja: 獻肅王后 金氏; k. 951 – ?), hay còn được gọi là Hiến Thừa Vương hậu (tiếng Hàn: 헌승왕후; Hanja: 憲承皇后) hoặc Hiến Thừa Hoàng hậu (tiếng Hàn: 헌승황후; Hanja: 憲承皇后) là công chúa Hoàng gia Vương quốc Tân La Thống nhất là con gái duy nhất của Kính Thuận vương và Trúc Phòng phu nhân (có sách ghi là Lạc Lãng Công chúa), sau đó trở thành vợ đầu tiên và vương hậu của Cao Ly Cảnh Tông. Bà không có hậu duệ với vua.

## Thụy hiệu
- Vào tháng 4 năm 1002 (trị vì năm thứ 5 của Vua Mục Tông), tên Ôn Kính (온경, 溫敬) được thêm vào.
- Vào tháng 3 năm 1014 (trị vì năm thứ 5 của Vua Hiển Tông), tên Cung Hiếu (공효, 恭孝) được thêm vào.
- Vào tháng 4 năm 1027 (trị vì năm thứ 18 của Vua Hiển Tông), tên Lương Huệ (양혜, 良惠), Ý Mục (의목, 懿穆) và Thuận Thánh (순성, 順聖) được thêm vào.
- Vào tháng 10 năm 1056 (trị vì năm thứ 10 của Vua Văn Tông), tên Hoài An (회안, 懷安) được thêm vào.
- Vào tháng 10 năm 1253 (trị vì năm thứ 40 của Vua Cao Tông), tên Nhân Hậu (인후, 仁厚) cũng được thêm vào thụy hiệu.

## Trong văn hóa đại chúng
- Thể hiện bởi Yang Eun-young trong bộ phim truyền hình KBS2 2009 Empress Cheonchu.[7]